# Джорджино
«Джорджино» (фр. Giorgino) — независимый фильм 1994 года режиссёра Лорана Бутонна. Драма о жизни французской деревни во время Первой мировой войны.
Фильм был разгромлен критиками при выходе, и режиссёр на много лет запретил его показы в кино и на ТВ. Только в 2007 году фильм был выпущен на видео, после чего был заново открыт и получил более положительные оценки.

## Сюжет
Франция. Октябрь 1918 года. Лейтенант Джорджо Валли (Джефф Дальгрен) возвращается на родину после четырёх лет войны, где служил врачом. В больнице доктор сообщает Джорджо о том, что ему недолго осталось и скоро он не сможет дышать, все его товарищи уже умерли от гепатита. О настоящих родителях Джорджо знает лишь то, что они были итальянцами, приемные же умерли, после чего он остался следить за Фондом креста — интернатом для умственно отсталых детей, которым ранее управляли его приемные родители.
По дороге из больницы он покупает пакет леденцов и направляется в интернат: но там лишь пустые кровати, детей нет. Входит старуха (кассир на бойне), которая следит за зданием интерната, сообщает, что детей эвакуировали до войны, перед бомбардировками, в сиротский приют Доктора де Граса (Жан-Пьер Омон), в горах. Джорджо обращает внимание на рисунок на стене, присланный детьми, где изображен новый приют детей и волк. После того как старуха отдает ему письма и адрес приюта в горах, она продает ему лошадь, которую должны были забить перед их глазами на бойне.
Джорджо направляется в горы, по пути спрашивая дорогу в небольшом заледеневшем посёлке. В приюте служанка Мари (Френсис Барбер) с порога просит о помощи — от дифтерии умирает Мадам де Грас, но, несмотря на все усилия, Джорджо не удается её спасти, хотя он замечает, что её шея передавлена проволокой. Из этого следует, что Мадам де Грас покончила жизнь самоубийством через повешение. При выходе из комнаты умершей он встречает Катрин (Милен Фармер) — дочь Мадам де Грас, тут же его ждет служанка, которая просит не рассказывать о том, что Мадам де Грас на самом деле повесилась, чтобы её похоронили возле церкви. Служанка говорит, что Доктора де Граса нет, он в Сан-Люси в больнице, а дети из Фонда креста давно умерли. Джорджо заглядывает во все комнаты, но в них вновь лишь пустые кровати. Последняя комната, куда он вбегает, — это комната покойной Мадам де Грас, над которой сидит Катрин, но, увидев Джорджо, она подходит и целует его, после чего убегает в лес.
Возвратившись в посёлок, он снимает комнату для ночлега в трактире. Хозяйка сообщает, что дети утонули в болоте, остальные женщины рассказывают другие предположения, в основном основанные на слухах.
Утром Джорджо возвращается в приют Доктора де Граса, но служанка откровенно не хочет с ним говорить и просит уйти; ему ничего не остается, как вернуться в посёлок, где он направляется в церковь. Там он знакомится с аббатом Гласом (Джосс Акленд), который объясняет, что почти все мужчины посёлка ушли на войну, а на очередной вопрос Джорджо о детях отвечает, что никто не знает, что с ними произошло на самом деле; известно лишь то, что Катрин водила детей на прогулки и однажды вернулась одна, но лучше это выяснить в лечебнице в Сан-Люси, за которой числится приют. После тех событий вся семья де Грасов стала странной, а доктор и вовсе сошёл с ума. Посмотрев на могилы детей, Джорджо едет на болото возле приюта — посмотреть место, где они утонули.
По дороге в Сан-Люси Джорджо подвозит аббата, который рассказывает, что волки никогда не водились в здешних местах и что доктора де Граса сослали в психушку по вине женщин посёлка, которых он обвинял в смерти детей и в порыве гнева снес лопатой голову распятию. В психиатрической лечебнице Сан-Люси Джорджо встречается с профессором Бомоном (Дэвид Райалл), последний рассказывает, что в связи с наплывом раненых многие сумасшедшие сбежали, а некоторые поменяли таблички с именами, и теперь трудно разобраться, кто есть кто, определяют же сумасшедших по ранам на шее, которые те получают во время зверских процедур в ледяной ванне. В досье доктора де Граса обнаруживается отчёт о смерти детей, рисунки волков и записи о якобы мистическом бреде доктора де Граса, который винил себя в том, что отрубил голову Христу лопатой. Так и не найдя Доктора де Граса, Джорджо уходит, прихватив рисунки детей.
После того, что он узнал и увидел, Джорджо решает ехать в Париж, но по дороге встречает человека, который указывает ему маршрут, завершившийся приютом де Граса, после чего становится ясно, что попутчик и есть Доктор де Грас, о чём свидетельствуют и шрамы на его шее.
На следующий день проходят похороны мадам де Грас. Женщины мешают хоронить повешенную, и Катрин вступает с ними в конфликт. В порыве гнева она задувает в церкви все свечи, которые женщины оставили, чтобы Бог охранял их мужчин на войне, кроме одной, после чего её избивают до полусмерти. Джорджо забирает её домой.
В приюте доктор де Грас впервые называет Джорджино и, указывая на рисунки детей, убеждает, что их загнали в болото волки. На утро в ванной Джорджино находит ту самую голову с распятья и возвращает её в церковь, где местные дети зовут его наблюдать за волками возле могил, но когда он подходит ближе, обнаруживается, что это лишь обман. Джорджо сообщает аббату о намерении жениться на Катрин, в этот момент женщины бегут, возвещая об окончании войны.
Катрин принимает предложение Джорджо, и они идут праздновать помолвку в трактире. Веселье длится недолго: аббат сообщает Джорджо о том, что все мужья женщин погибли и как только те узнают о случившемся, то убьют задувшую свечи Катрин. Джорджо хватает повозку и хочет увезти Катрин, но та, испугавшись, что он лишь хочет увезти её в лечебницу Сен-Люси как убившую детей, сбегает. Джорджо догоняет Катрин, и признается девушке в любви, после чего они целуются и далее занимаются любовью, но так как у Катрин это впервые, от резкой боли, девушка отталкивает от себя Джорджо, который проваливается под лед, испугавшись собственной крови девушка сбегает, оставляя его в ледяной воде. Ему удается выбраться из воды, но его одежда мокрая и он понимает что может замёрзнуть. Продолжает бродить в лесу в одиночестве.
Утром его обмороженного находят дети; надев ему петлю на шею, они тянут его на дорогу — посмотреть, что будет, когда тело переедут лошади. Карета всё же успевает остановиться и привозит его в посёлок. Утром прибывшие солдаты разгружают гробы с погибшими. Один солдат — житель посёлка — возвращается живым, но искалеченным. Женщины, обезумев, отталкивают аббата и направляются в приют, чтобы убить Катрин. Истекающий кровью Аббат говорит, что Мари отвезла Катрин в лечебницу. Джорджо направляется за ней.
В Сен-Люси его принимают за больного из-за шрамов на шее, тогда Джорджо, угрожая пистолетом, стреляет в Бомона, забирает Катрин и возвращается в приют.
В приюте Мари говорит, что де Грас ушёл на болото перед погромом, устроенным женщинами, в это время Катрин, не выдержав происходящего, совершает попытку самоубийства. В последний момент Джорджо удается её спасти. Женщины покидают посёлок. Мари уходит вместе с аббатом. Джорджо и Катрин находят мёртвого де Граса и хоронят его возле церкви в опустевшем посёлке. Джорджо умирает на руках Катрин, а позади появляется стая волков. Лошадь прячется в церкви.

## В ролях
- Джефф Дальгрен — лейтенант Джорджо Валли
- Милен Фармер — Катрин де Грас
- Джосс Акленд — аббат Глас
- Луиза Флетчер — трактирщица
- Фрэнсис Барбер — Мари (служанка де Грасов)
- Жан-Пьер Омон — Себастьян де Грас
- Джанин Дувицкий — Жозетт
- Дэвид Райалл — профессор Бомон
- Джон Абинери — доктор Жодель
- Сидни Блейк — мадемуазель Пето
- Вероника Клиффорд — мадам Лапьер
- Су Эллиот — Марта
- Анна Ламбтон — мать Рауля
- Луиза Венсан — женщина из Красного Креста
- Альбер Дюпонтель — санитар лазарета
- Кристофер Томпсон — молодой капитан
- Ричард Клакстон — Рауль
- Ли Баррет — шеф
- Стефен Локридж — медбрат в психбольнице
- Джоэль Меллингер — Жозеф
- Льюис Нельсон — малыш Ферож
- Яна Андерсикова — мадам Форестье
- Валерия Капланова — старая женщина
- Ян Кузелька — мясник

## Съёмочная группа
- Главный оператор — Жан-Пьер Совер
- Директор и продюсер — Кэти Лемеслиф
- Директор постсъёмочной обработки — Поль ван Парис
- Звукоинженер — Жан-Филипп Ле Ру
- Композитор — Лоран Бутонна
- Координация кастинга — Жюльетт Менажер
- Костюмы — Карин Сарфати
- Макияж — Дидье Лавернь
- Макияж для спецэффектов — Лестан Бенуа
- Мастер по диалогам — Луиза Венсан
- Мастер постановщик — Пьер Жоффруа
- Монтаж видео — Аньес Мушель, Лоран Бутонна
- Монтаж звука — Жан Гудьер
- Оператор-съёмщик — Иржи Пешар
- Продюсер на площадке — Жерар Кроснье
- Причёски — Алан Бернар
- Продюсер и режиссёр — Лоран Бутонна
- Сведение звука — Тьерри Рожен
- Сопродюсер — Жозе Ково
- Специалист по коням — Марио Лураши
- Спецэффекты — Пётр Стычен
- Сценарий — Лоран Бутонна и Жиль Лоран
- Сценарист — Хлоя Перельмутер
- Технический консультант по анимации — Жан-Филипп Варен
- Фотографы на площадке — Этьен Жорж, Жан-Мари Леруа и Иржи Ханцль